# Ricochet (Beverly Hills, 90210)
Ricochet is de negenentwintigste aflevering van het achtste seizoen van het tienerdrama Beverly Hills, 90210, die voor het eerst werd uitgezonden op 6 mei 1998.

## Plot
De affaire die Brandon in het verleden heeft gehad zit Kelly nog steeds dwars. Als Brandon even weg is weggeweest dan wil Kelly meteen weten waar en met wie hij geweest is en controleert dit ook. Brandon blijft Kelly maar overtuigen dat zij hem kan vertrouwen maar zij heeft er moeite mee. Om bij zijn overtuiging kracht te zetten vraagt Brandon haar ten huwelijk, dit komt als een grote verrassing voor Kelly en zegt ja.
Valerie krijgt een telefoontje van de beenmergtransplantatiedienst met de mededeling dat zij een match hebben met een patiënt die lijdt aan leukemie. Valerie had zich in haar jeugd laten testen voor een zieke buurvrouw. Zij staat niet echt te springen maar gaat toch naar een gesprek en wordt overgehaald om ermee door te gaan. Toevallig maakt zij kennis met de patiënt en raakt in gesprek met zijn kinderen en hoort dan dat de patiënt vroeger zijn kinderen seksueel heeft misbruikt. Dit komt hard aan bij Valerie en besluit hierdoor om niet door te gaan met de transplantatie. Dit komt niet goed aan bij de dochter van de patiënt die hem vergeven heeft.
Donna krijgt last van jaloersheid als een oude platonische vriendin, Gwyneth, langs komt. Zij en Noah bezweren dat er niets heeft gespeeld en nu nog niet. Maar langzamerhand wordt toch duidelijk dat zij meer voor hem voelt dan dat zij eerst deed geloven.
David wordt overvallen tijdens een opname bij een geldautomaat, dit doet hem meer als hij eerst wilde toegeven. Hij slaat aan het drinken en als zijn geld op is moet hij noodgedwongen weer naar een geldautomaat. In zijn dronken bui pakt hij een pistool die in de bar ligt van Noah en zwalkt naar buiten. Gwyneth is er toevallig getuige van en loopt hem achterna en roept Noah erbij. Buiten zwaait David met de pistool rond en vuurt een paar keer, de laatste kogel ketst af en raakt Gwyneth in haar bovenarm. David is op slag nuchter en gaat mee naar het ziekenhuis waar ze haar weer oplappen. Noah wil niet dat Gwyneth zo naar huis gaat en wil dat zij bij hem blijft logeren, Donna is hier niet zo blij mee en wil dan dat zij bij haar komt logeren.
Steve en Brandon willen een assistente aannemen en zijn bezig met de sollicitatiegesprekken, daar ontmoet Steve de sollicitante Sarah en het is meteen liefde op het eerste gezicht. Ze willen er niet aan toegeven en beginnen met het gesprek en Steve wil haar aannemen maar dat zegt Sarah af om vage redenen. Later blijkt dat ze de baan niet aanneemt omdat zij ook gevoelens heeft voor Steve en zij gelooft niet in een relatie op de werkvloer, en zo besluit Steve om met haar niet aan te nemen maar wel om met haar uit te gaan.

## Rolverdeling
- Jason Priestley - Brandon Walsh
- Jennie Garth - Kelly Taylor
- Ian Ziering - Steve Sanders
- Brian Austin Green - David Silver
- Tori Spelling - Donna Martin
- Tiffani Thiessen - Valerie Malone
- Joe E. Tata - Nat Bussichio
- Lindsay Price - Janet Sosna
- Vincent Young - Noah Hunter
- Sarah Aldrich - Gwyneth Adair
- Brandi Andres - Sarah Edmonds
- Lisa Ann Morrison - Judy
- Christopher J. Leman - Mark